# Зеленківська волость
Зеленківська волость — волость в УСРР до 1923 року, входила до Канівського повіту Київської губернії. Єдиним населеним пунктом волості було село Зеленки.
У 1923 році повіти і волості в УСРР було ліквідовано, і Зеленківська волость увійшла до складу новоутвореного Миронівського району Корсунської округи Київської губернії.